# چیمیچوری
چیمیچوری (انگلیسی: Chimichurri) (اسپانیایی: [tʃimiˈtʃuri]) سس نپخته‌ای است که هم به عنوان یک عنصر در آشپزی و هم به عنوان چاشنی برای گوشت گریل‌شده استفاده می‌شود. این سس در آشپزی آرژانتینی و آشپزی اروگوئه‌ای یافت می‌شود. چیمیچوری در دو نسخه چیمیچوری سبز (chimichurri verde) و چیمیچوری قرمز (chimichurri rojo) عرضه می‌شود. این چاشنی از جعفری خرد شده، سیر چرخ کرده، روغن زیتون، مرزنگوش و سرکه و سرکه شراب فرمز یا آبلیمو درست می‌شود و تا حدودی شبیه شرموله مراکشی است.